# Aleksandr Aleksandrow (kontradmirał)
Aleksandr Pietrowicz Aleksandrow (ros. Александр	Петрович Александров; ur. 8 czerwca?/21 czerwca 1900 w Orle, zm. 12 stycznia 1946 w Tallinnie) – radziecki kontradmirał, uczestnik II wojny światowej.